# Motte castrale du Petit-Besle
La motte castrale du Petit-Besle est un ancien château à motte qui se dresse sur la commune française de Le Moulin d'Écalles dans le département de Seine-Maritime, en région Normandie.
La motte castrale, le fossé attenant et le sol de la parcelle font l'objet d'une inscription au titre des monuments historiques par arrêté du 18 mai 2005.

## Localisation
La motte se situe dans l'ancienne commune d'Estouteville-Écalles.

## Historique
La fortification est peut-être bâtie par Henri Ier Beauclerc.